# Żabka (smyczek)

Budowa smyczka

Żabka (inaczej karafułka) – dolna część smyczka, w której umieszczono koniec włosia. Śrubka na końcu drzewca umożliwia przesuwanie karafułki i regulację napięcia włosia.

## Historia
Żabka kształtowała się w wyniku poszukiwania sposobu na utrzymanie włosia w smyczku w pewnej odległości od drzewca. "Przez wiele stuleci żabka przypominała wyglądem luźno przytwierdzony drewniany klinik". Zaokrąglenie i wyżłobienie rowka dopasowanego do drzewca ułatwiło jej zamocowanie. Włosie owijano wokół żabki i zaciskano między nią a drewnianym prętem.
Pod koniec XVII wieku wprowadzono mechanizm umożliwiający zmianę napięcia włosia: "żabkę przesuwającą się w wykonanym w pręcie korytku, zaopatrzono w drucianą pętlę, którą można było zahaczyć za jeden z zębów, naciętych na metalowej płytce, wbitej w zewnętrzną stronę pręta".
Na początku XVIII wieku zębatkę zastąpiono umieszczoną wewnątrz drzewca śrubą. Ten mechanizm jest stosowany również w obecnych czasach. Do regulacji siły napinającej służy śruba z ozdobnie wykonanym pokrętłem.

## Wskazówki wykonawcze
Gra „przy żabce” (fr. au talon) – pociąganie dolną połową smyczka.